# Печуковка
Печуковка  — деревня в составе Медведковского сельского поселения Болховского района Орловской области. Население — 1 человек (2010), на 2018 гг. — 2 жителя.

## География
деревня расположен в центральной части Среднерусской возвышенности в лесостепной зоне, на территории национального парка «Орловское Полесье» на севере области, возле административной границы с Ульяновским районом Калужском области. Уличная сеть не развита.
Географическое положение
в 11 км. — административный центр поселения деревня Вязовая, в 31 км — административный центр района город Болхов
Климат
близок к умеренно-холодному, количество осадков является значительным, с осадками в засушливый месяц. Среднегодовая норма осадков — 627 мм. Среднегодовая температура воздуха в Болховском районе — 5,1 °C.

## Население
| 2010 |
| ---- |
| 1    |

На 2017—2018 гг., по данным администрации Медведковского сельского поселения, в 2 дворах 2 жителя, от 50 до 60 лет — 1 чел., свыше 60 лет — 1 чел..
Национальный состав
Согласно результатам переписи 2002 года, в национальной структуре населения
русские составляли 100 % от общей численности населения в 6 жителей

## Инфраструктура
Личное подсобное хозяйство.

## Транспорт
Просёлочная дорога.